# Can Tunis (pel·lícula)
Can Tunis és una pel·lícula documental de Paco Toledo i José González Morandi sobre els últims anys del barri barceloní de Can Tunis. El documental mostra la realitat social del barri, greument afectat per la droga, així com altres temes no tan mediatitzats com el paper de la infància i la vida familiar en una realitat tan allunyada de la imatge cosmopolita de Barcelona.

## Sinopsi
Can Tunis dona veu als habitants i a les famílies gitanes que van ser desallotjades del barri per una ampliació del port de Barcelona. Les obres exigien l'enderrocament de la zona ocupada pels habitatges, la qual cosa va obligar a indemnitzar als inquilins, alhora que eren reallotjats en pisos socials de l'Àrea Metropolitana de Barcelona. Entre les famílies, cobra protagonisme la de Juan, el Demonio, formada pels seus vuit germans i els seus pares, Manolo i Teresa. Tots dos es van traslladar al barri en el 1979 i van ser testimonis de la transformació que va sofrir el barri, sobretot, en els últims anys del mil·lenni.
A nivell cinematogràfic, Can Tunis també destaca per documentar d'una manera pròxima i transparent la realitat social del barri, allunyant-se de la ficció i de l'estil periodístic, i aportant una visió objectiva que ha acostat l'obra al cinema etnogràfic. Per aconseguir aquest objectiu, tots dos cineastes van estar visitant de manera assídua el barri des de gener de 2002 fins a juliol de 2006, arribant a dedicar fins a 6 mesos només per guanyar-se la confiança dels veïns. En paraules dels mateixos autors, van buscar fer de la càmera «un element transparent que mostrés la pura realitat de la vida en el barri».

Sinopsi oficial del documental: 
Can Tunis és un barri marginal, una xacra oculta enmig de la moderna i turística Barcelona post-olímpica i del "disseny". Hi acudeixen diàriament els toxicòmans a la recerca de droga. Els habitants del poblat seran expropiats i temen pel seu futur. En aquest món, on els nens condueixen cotxes robats i on en els jocs de "policies i lladres", tots volen ser els lladres, Juan i els seus amics es fan grans. A cops amb la vida s'obren pas els nois.

## Producció
La producció de Can Tunis va ser un procés difícil i costós. Si bé els autors ja tenien rodat tot el material de Can Tunis a mitjans de 2004 (any en què es produeix la demolició del barri), no va ser fins a abril de 2005 i després de posar-se en contacte amb més de vuitanta productores de tot el panorama espanyol, que Didac Films va prendre les regnes de la producció del projecte amb la participació de TVE i Televisió de Catalunya.
El muntatge final d'imatge va requerir el treball de tres professionals a causa de la ingent quantitat de material que els directors havien acumulat després de quatre anys de rodatge, això eren prop de seixanta hores de vídeo. El tractament i muntatge de so va ser realitzat per David Rodríguez en l'estudi de postproducció de so La Pecera Estudio. I finalment, la distribució nacional i internacional va ser duta a terme per Didac Films.

## Recepció
Can Tunis va tenir la seva primera projecció pública en una preestrena per als veïns del barri a la qual van assistir la majoria dels seus protagonistes. Una vegada visionat el documental, les famílies involucrades en el projecte van assegurar sentir-se plenament reflectides. Això, en paraules dels autors va ser «un motiu d'alegria per nosaltres perquè justament era la nostra idea, mostrar la realitat sense qualificar a ningú de delinqüent ni tenir cap prejudici».
Al llarg de 2007, Can Tunis va ser portat a una gran quantitat de festivals (nacionals i internacionals) rebent una molt bon acolliment tant per part del públic com dels crítics. El mateix any i després d'haver participat en més de vint certàmens, el documental va ser estrenat per primera vegada fora dels cercles dels festivals el 5 de desembre. Finalment, va ser llançat en format DVD el 15 de gener de 2009 a través de Cameo Media.

## Controvèrsia
A l'abril de 2016, la periodista de La Vanguardia i Telecinco Mayka Navarro va confondre Juan, el Demonio amb un altre dels menors que apareixia a Can Tunis. La reportera va descriure i va utilitzar la imatge d'un menor que no era Juan per a publicar un article a La Vanguardia sobre els crims dels quals era acusat aquest últim. El nen identificat erròniament per Mayka Navarro com Juan, el Demonio, era realment un menor d'onze anys que també apareixia a Can Tunis i que havia protagonitzat un dels moments més memorables del documental. En aquest, el jove apareixia conduint un cotxe per Can Tunis mentre comentava la seva particular visió del barri i de la vida:
A veure, la meva vida? Jo encara no sé el que és la meva vida; fins que no sigui gran no sé què és la meva vida. Jo sé el que faig i el que dic, però la meva vida encara no me la sé. No sé si seré borratxo, alcohòlic... No sé el que faré. O futbolista. O cavallers... [sic] de muntar cavalls... Tot això, saps? advocat… Tot això, saps?
Després de la publicació de l'article, La Vanguardia va rectificar la notícia i va publicar en la seva versió web un comunicat esclarint la confusió. En el mateix comunicat, també es detallava que la redactora havia aconseguit posar-se en contacte amb el menor de les imatges publicades per a traslladar les seves disculpes a ell i a la seva família.

## Premis
Palmarès dels festivals en els quals ha participat Can Tunis:
- Debut mundial al Festival Internacional de Cinema Documental d'Amsterdam de l'any 2006.[14]
- Festival Internacional de Cinema de Gijón de 2006.[15]
- Nominat al Punto de Vista Gran Prize del Festival Internacional de Cinema Documental de Navarra Punto de Vista del 2007.[16]
- Premi a la Millor Opera Prima del Festival REC de Tarragona del 2007.[6]
- Bisnaga de plata Premi especial del Jurat en la secció Documentals del Festival de Màlaga de l'any 2007.[17]
- Primer Premi del Jurat del Documenta Madrid de 2007.[6]
- Premi al millor documental del Festival Européen des 4 Ecrans de 2007.[6]
- Premi a la Millor Pel·lícula Documental dels VI Premis Barcelona de Cinema (actuals Premis Gaudí) de 2007.[18]
- Premi Nacional de Cinema dels Premis Nacionals de Cultura de l'any 2008.[19]